# 考塔德福
考塔德福，是匈牙利巴兰尼亚州所辖的一个村。总面积4.39平方公里，总人口175，人口密度39.9人/平方公里（2011年1月1日）。